# Stichoneuron caudatum
Stichoneuron caudatum är en enhjärtbladig växtart som beskrevs av Henry Nicholas Ridley. Stichoneuron caudatum ingår i släktet Stichoneuron och familjen Stemonaceae. Inga underarter finns listade.